# Liste der Kulturdenkmäler in Reinhardshagen (Veckerhagen)
Die Liste der Kulturdenkmäler in Reinhardshagen (Veckerhagen) enthält alle Kulturdenkmäler in Veckerhagen, dem nördlichen Gemeindeteil von Reinhardshagen im nordhessischen Landkreis Kassel, die in der vom Landesamt für Denkmalpflege Hessen 1988 herausgegebenen Denkmaltopographie veröffentlicht wurden.

## Legende
- Bezeichnung: Nennt den Namen, die Bezeichnung oder die Art des Kulturdenkmals.
- Lage: Nennt den Straßennamen und wenn vorhanden die Hausnummer des Kulturdenkmals. Die Grundsortierung der Liste erfolgt nach dieser Adresse. Der Link „Karte“ führt zu verschiedenen Kartendarstellungen und nennt die Koordinaten des Kulturdenkmals.
- Datierung: Gibt die Datierung an; das Jahr der Fertigstellung bzw. den Zeitraum der Errichtung. Eine Sortierung nach Jahr ist möglich.
- Beschreibung: Nennt bauliche und geschichtliche Einzelheiten des Kulturdenkmals, vorzugsweise die Denkmaleigenschaften.

## Denkmalliste

### Gesamtanlage Eisenhütte
| Bild                    | Bezeichnung             | Lage                                                                    | Beschreibung | Bauzeit                                   | Daten |
| ----------------------- | ----------------------- | ----------------------------------------------------------------------- | --- | ----------------------------------------- | ----- |
| Gesamtanlage Eisenhütte | Gesamtanlage Eisenhütte | Kasseler Straße 55 LageFlur: 25, Flurstück: 12/1, 12/3, 13/3, 15 und 33 | 1666 von Knickhagen nach Veckerhagen verlegte, 1872 privatisierte, 1903 stillgelegte Eisenhütte. Maschinenfabrik vom 19. Jahrhundert bis 1957. Technologisch und personell Vorgängerin von Henschel & Sohn in Kassel. Zeugnis der frühen Industrialisierung. Denis Papin baute hier um 1706 den ersten Dampfzylinder. Robert Wilhelm Bunsen untersuchte hier 1838 die Hochofengase. |                                           |       |
| Bild gesucht BW         | Bergamtslokal           | Kasseler Straße 55 Lage                                                 | Wohnhaus der Betriebsbeamten | um 1850                                   |       |
| Gießereilokal           | Gießereilokal           | Kasseler Straße 55                                                      | | 3. Viertel 19. Jahrhundert                |       |
| Bild gesucht BW         | Rosenhaus               | Kasseler Straße 55 Lage                                                 | | 17. und erste Hälfte des 18. Jahrhunderts |       |
| Maschinenfabriklokal    | Maschinenfabriklokal    | Kasseler Straße 55                                                      | Dampfmaschinen- und Kesselhaus | 1847/48                                   |       |

### Außerhalb der Gesamtanlage
| Bild                          | Bezeichnung                   | Lage                          | Beschreibung            | Bauzeit                | Daten |
| ----------------------------- | ----------------------------- | ----------------------------- | ----------------------- | ---------------------- | ----- |
| Straßenbrücke                 | Straßenbrücke                 | Lage                          |                         |                        |       |
| Straßenbrücke                 | Straßenbrücke                 | Lage                          |                         |                        |       |
| Bild gesucht BW               | Straßenbrücke                 | Lage                          |                         |                        |       |
| Säge- und Hobelwerk Oberweser | Säge- und Hobelwerk Oberweser | Karlshafener Straße 15 Lage   | (weitgehend abgebrannt) |                        |       |
| Wohnhaus                      | Wohnhaus                      | Karlshafener Straße 25 Lage   |                         | um 1930                |       |
| Mühle                         | Mühle                         | Obere Kasseler Straße 44 Lage |                         | frühes 18. Jahrhundert |       |
| Bild gesucht BW               | Forsthaus Ziegelhütte         | Bundesstraße 80 Lage          |                         | um 1930                |       |